# Croix de Néant-sur-Yvel
Cette croix  est située  au bourg de Néant-sur-Yvel dans le Morbihan.

## Historique
La croix fait l’objet d’une inscription au titre des monuments historiques depuis le 24 août 1993.

## Architecture
La croix située sur la place de l'église est en pierre sculptée.